# André Holderegger
André Holderegger, né le 30 mai 1979 à Thoune, est un joueur professionnel de squash représentant la Suisse. Il atteint le 99e rang mondial en mars 2002, son meilleur classement. Il est champion de Suisse en 2006.

## Palmarès

### Titres
- Championnats de Suisse : 2006